# Svatba prince Harryho a Meghan Markleové

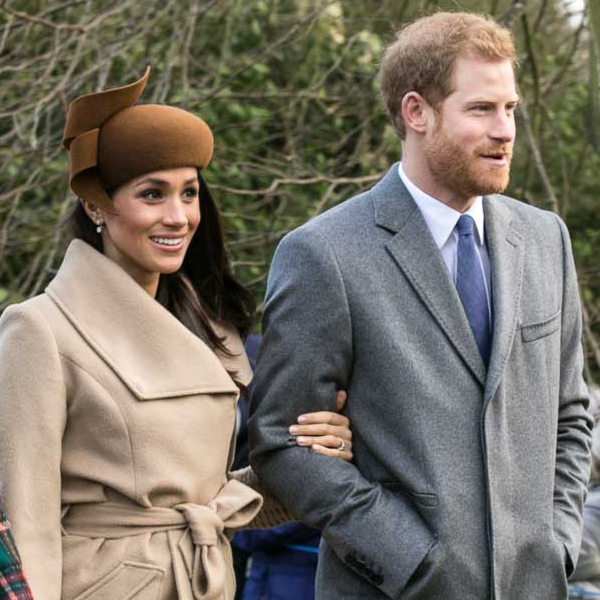
Princ Harry a Meghan Markleová při návštěvě kostela na Boží hod v roce 2017

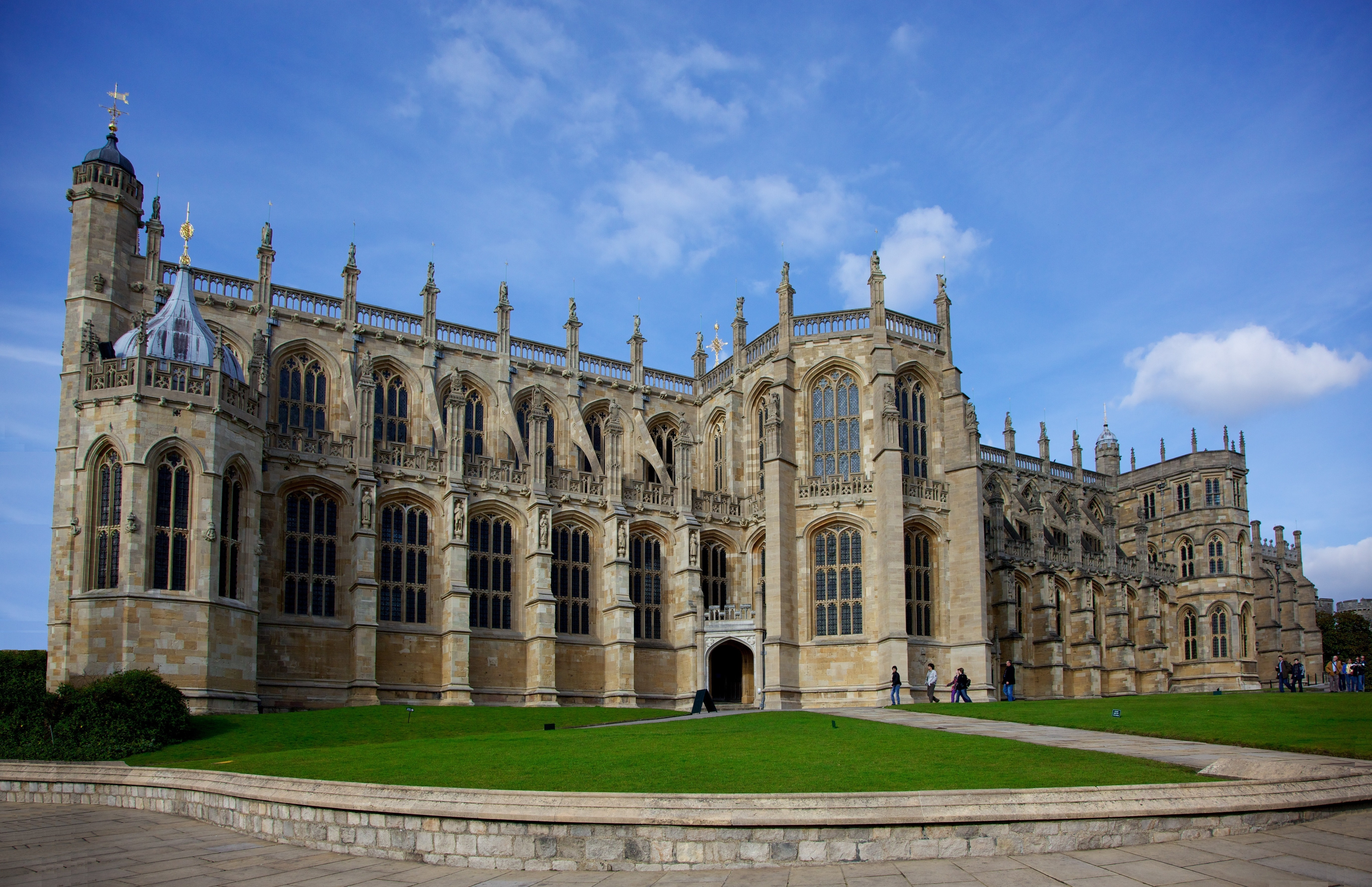
Kaple sv. Jiří na hradě Windsor

Svatba prince Harryho z Walesu a Meghan Markleové byla oficiálně oznámena 15. prosince 2017 a uskutečnila se v sobotu 19. května 2018 v kapli sv. Jiří na hradě Windsor.
Princ Harry byl v době svatby šestým v pořadí následnictví britského trůnu po svém otci Charlesovi, bratrovi Williamovi a jeho dětech Georgeovi, Charlotte a Louisovi. S americkou herečkou Meghan Markleovou se zasnoubil 27. listopadu 2017. Podle prvních odhadů měla královská svatba mladšího syna zesnulé princezny Diany přinést britské ekonomice zhruba půl milionu liber.

## Snubní prsten
Snubní prsten Meghan Markleová byl v souladu s tradicí z roku 1923 vyroben z velšského zlata firmou Wartski, která je dodavatelem zlata pro královskou rodinu. Prstýnek má jemný žlutý odstín, aby se hodil k prstenu zásnubnímu. Obvykle má velšské zlato zlatavě narůžovělou barvu. Prsten má 24 karátů, což ho odlišuje od standardního 18karátového zlata a navíc na něm byl vyobrazen velšský drak. Na rozdíl od svého bratra se princ Harry rozhodl snubní prsten nosit.

## Květiny
Kensingtonský palác pověřil výzdobou květinářku z Fulhamu Philippu Craddockovou, která vede květinářství v Selfridges. Pro výzdobu byly vybrány bílé růže, pivoňky, náprstníky a další květiny z královských zahrad a z Velkého parku ve Windsoru.